# Redmi Note 10
Il Redmi Note 10 è uno smartphone di fascia media prodotto da Redmi, sub-brand di Xiaomi, presentato il 4 marzo 2021.

## Caratteristiche tecniche

### Hardware
Il dispositivo è grande 160.5 x 74.5 x 8.3 millimetri e pesa 178,8 grammi. Ha un chipset Qualcomm Snapdragon 678, con CPU octa-core e GPU Adreno 612. Ha uno schermo da 6.43 pollici con risoluzione Super Amoled e densità di pixel di 409 ppi. Ha una batteria da 5000 mAh ai polimeri di litio, non removibile. Supporta la ricarica rapida a 33 W.

### Software
Il dispositivo è dotato di Android 11, e di interfaccia utente MIUI 12.5